# НАТО интервенција у Либији
Интервенција у Либији је војна интервенција међународних коалиционих снага у грађанском рату у Либији 2011, на основу резолуције Савета безбедности УН 1973, усвојенe 17. марта 2011, којом се међународној заједници даје овлашћење да успостави зону забране летова над Либијом и предузме све неопходне мере за заштиту цивила који се налазе под претњом напада (осим војне окупације било ког дела територије Либије). Војна операција је трајала од 19. марта до 31. октобра 2011.
Вицеадмирал Америчке ратне морнарице Вилијам Гортнеј је саопштио да ће амерички део операције носити назив Одисејева зора.

## Почетак интервенције
Шеф поморских операција адмирал САД Гери Рафхед је у време усвајања резолуције Савета безбедности УН рекао да је Америчка морнарица спремна да спроведе операцију.
Пред усвајање резолуције 1973, почело је пребацивање више од 4 хиљаде маринаца у регион Медитерана.
Крајем марта, руски масовни медији објављују изјаву неименованог извора из руске власти да би операција могла почети крајем априла или почетком маја. На конференцији за штампу 19. марта 2011. вицеадмирал САД Вилијам Гортнеи објављује да су коалиционе снаге започеле операцију.
О операцији за увођење зоне забране летења активно је разговарано у НАТО-у, Уједињеном Краљевству и Француској од краја фебруара до почетка марта.
Сједињене Америчке Државе су изразиле подршку могућој резолуцији тек много касније, у почетку не желећи да се мешају у ситуацију око Либије због деликатног односа са арапским светом. Међутим, након залагања Арапске лиге за успостављање зоне забране летења (и посебно, подршке Либана, Уједињених Арапских Емирата и Катара), почели су разговори о војној интервенцији.
Секретар за одбрану САД Роберт Гејтс је објаснио да успостављање зоне забране почиње уништавањем Либијске противваздушне одбране.
Дана 19. марта, Француска почиње војну операцију, а одмах након тога јој се придружују и друге земље коалиције.

## Командовање операцијом
Стратешка команда операције Одисејева Зора, општа носи карактер заштите становништва. Командант Заједничке команде војске и оружаних снага на подручју Африке је француски генерал Департмент оф Дефенсе. Тактичко оперативне команде адмирал Сем Лоцклеар вежбе, командант Америчке морнарице у европском простору и у Средоземном мору је Маунт Витни. Амерички председник Барак Обама изјавио је да ће америчке војне интервенције у блиској будућности ослабити и разматра опције за пренос команде операција Великој Британији или Француској, или НАТО-а.

## Хронологија Интервенције
- 19. март 2011. Никола Саркози се састао у Паризу са лидерима Лиге арапских држава, ЕУ и УН после резолуције Савета безбедности УН бр 1973, предвиђајући могућност страних војних операција да заштити људе од Гадафијевих трупа. Као резултат тога, констатовано је да могу почети војне операције у наредним сатима. Француско ваздухопловство започело први ударац либијској војној опреми у 10 сати и 45 минута по средњоевропском времену, оптужујући либијске власти за кршење зоне забране лета, појавом авиона изнад либијске територије, за који се касније испоставило да је био у рукама побуњеника. У 16:00 ГМТ 19 авиона полетело са Аир Франце на део Бенгазија са наведеним циљем „заштите становништва града од снага Гадафија“. У 16:45 и 16:59 авиони уништили неколико оклопних возила, почев од операције. Ројтерс цитирао званичног представника оружаних снага Француске да су ваздушни напади на војне циљеве Либији је почели у 17:45 по средњоевропском времену. Француска делује у две области: Прво, да се обезбеде не-зоне забрањених летова и, друго, да се заштити од напада на цивилно становништво. Истог дана је почела мисија борби америчких и британских авиона. Америчке крстарице почеле су бомбардовање ракетама Томахавк (114 комада) у вези одбране такође су коришћени британски и амерички бродови и подморнице. Према председавајућима Здруженог генералштаба, америчким оружаним снагама, адмирал Мајкл Мален, војне циљеве Запада ограничено и да Гадафи није приоритет. Либијске оружане снаге су пријавиле нападе у војним постројењима у великим градовима, укључујући Триполи, Бенгази, Сирт, Естрагон, Маамура, Зхмеил, Зуваре и складишта области Мисрате, где је избио пожар. Према информацијама либијске војске, напад је резултовао смрћу 64 људи, од којих су неки деца, жене. Више од 150 људи је повређено. Као резултат, делимично је уништен Медицински Кардиолошки центар, оштећени путеви и мостови.
- 20. март 2011. Ратно ваздухопловство Западне коалиције у раним јутарњим сатима примењује ракетне нападе на главни град Либије - Триполи. Такође, америчке и британске снаге су наставиле да бомбардују Ал-Гадафи, који је извештавао о уништавању 70 јединица војне опреме. Постоји такође информација о укидању напада на један од циљева, због открића у близини цивила. Либијска телевизија потврдила информацију да су три америчка Б-2 авиона бацали бомбе на 40 главних либијских аеродрома. Амерички Боинг ЕП-18 мала ледена санта започела електронско ратовање. У пословању 20. марта већи број авиона је такође учествовао у Италији и Данској. Основана поморска блокада Либије успостављањем рације више од 20 ратних бродова и подморница од западне војне коалиције. Либијска телевизија је известила да је противваздушна одбрана земље успела да обори један Француски авион., али представници француских оружаних снага су негирале ове информације.

У ваздушним нападима у Триполију уништена управна зграда, која се налазила под командом владе .
- 21. март 2011. Рад да уништи остатке одбране одложен је због одлуке да Гадафи користе људе као живи штит око прикупљања њихових објеката. По другима, људи су донели одлуку да се боре за објекте као живи штит. У борбене мисије се укључиле Шпанија и Канада. Више од десет плотуна испаљено са америчких бродова. Једна од ракета уништила кућу Гадафија у Триполију. Гадафи није био тамо. Војни званичници западне коалиције тврде да Гадафи није циљ коалиционе снаге. Француски авион уништио још један тенк.
- 22. март 2011. Претпоставља се да је по средњоевропском времену у 22:30 (увече од 21. марта), борац-бомбаш, У. С. Аир Форце F-15Е након полетања из ваздухопловне базе Авијано у Италији срушио због механичког квара, 40 километара југозападно од Бенгазија. Оба члана посаде се катапултирала. Два конвертоплана В-22 америчким маринцима су послати на брод УСС Кеарсарге (ЛХД-3) за спасавање пилота који су слетели одвојено. Било је података о рањавању шест становника и чланова спасилачке екипе током пожара конвертоплана и током евакуације пилота. Међутим, представник Марине Сједињених Америчких Држава је негирао било какав инцидент током операције спасавања пилота F-15Е. Француски носачи авиона стигли у зоне борбених дејстава, палубе авиона су почеле са борбеним мисијама. Француска је појачала свој контингент слањем додатна 2 авиона Мираж 2000-5, Мираж 2000Д и 2 у војну базу у Италији.
- 23. март 2011. Команданта британских ваздухопловних снага Грег Бегвел, рекао је да ваздухопловство Либије више не постоји као борбена сила.
- 24. март 2011. Ноћу, од шест борбених авиона Рафал 2 и 4 Мираж 2000Д ваздушних и поморских снага Француске, наоружани ракетама скалп лекара опште праксе, спровео напад на базу, 250 километара јужно од медитеранске обале. Око 14:30 авиони Рафал и Мираж 2000 су током патрола ваздушног простора Либије, пронађена база либијског ваздухопловства са авионима Г-2 Галеб. Одмах по слетању у базу у близини града Мисурата је уништен пројектил „ваздух-земља“. Норвешки Аир Форце придружио у операцији Операција Одесејева зора и прошао у оперативно управљање шест У. С. Аир Форце Ц-16 размештени су са седиштем на базе Суда, Крит, Грчка. Британска морнарица кренула са ракетним ударима, „Томахавк“, лансираним из подморнице ХМС одбора тријумф, на циљеве ПВО Либија. Према речима сведока, авиони коалиције бомбардовали базу Саба је 620 километара јужно од Триполија.
- 25. март 2011. Два ваздухопловства торнадо борбених авиона и ваздухопловних снага Велике Британије Француске убили седам Т-72 тенкова снага лојалних Моамер Гадафи у близини града Аџдабија катарским Мираж 2000, придружио „Операција Зора Одисеје“ и француског ваздухопловства авиона је заједничко извиђање летове у близини градова Мисурата, ал Зинтан, Сирте и Алдзхабииа. Четири француски Аир Форце Мираге 2000Дс спроводи уништио артиљеријске батерије снага лојалних Моамер Гадафи у граду Алдзхабииа 3 ласерски навођене бомбе су бачене две F-16 ваздухопловних снага Норвешке против либијских тенкова.
- 26. март 2011. Француско ваздухопловство је извршило неколико ваздушних напада на циљеве у близини градова Ел Зинтан и Мисурата, уништавајући паркиране најмање 5 у светлу напада авиона Г-2 Галеб и два напада хеликоптера Ми-35. Авион бомбардер Торнадо уништио грешком троје британских оклопних возила, у близини града Мисурата и два у близини града Аџдабија. Французи и катарски Мираж 2000-5с наставили заједнички извиђачке мисије са базе Суда, Крит и Грчка. Такође, током ноћи, F-16 ваздухопловних снага Норвешке бомбардовали аеродром у Либији. Два ловца-бомбардера, ваздухопловство ЦФ-18с уништило велики број објеката телекомуникационих сигнала у близини Мисурате. F-16 борци уништили неколико ваздухопловства Данског СРЗО и тенкова.
- 27. март 2011. F-16 борци уништили неколико ваздухопловних снага постројења у Данској АКС јужно од Триполија четири ЦФ-18 Хорнет канадског ваздухопловства уништено муниција на 92 километара јужно од Мисурата.

- 28. март 2011. Рано ујутру бомбардер британског ваздухопловства Панавиа Торнадо уништио два либијска тенка и оклопна возила у близини Мисурате. Током јутра, британско ваздухопловство авионима напало складиште муниције у близини града Себха на југу Либије. У понедељак увече, обалска стража брод Либија тип Викторија испалио пројектил на трговачки брод у луци Мисурата, а касније и брод. Обалске страже нападнут од стране ракета АГМ-65Ф. Маверик са патроле авиона Лоцкхеед П-3 Орион Америчке морнарице није могао да слети на носач авиома због лоших временских услова, што је приморало посаду да га пошаље на обалу.
- 29. март 2011. Тешко напади авиона АЦ-130 и А-10, који су укључени у "Операција Одисејева Зора нападајући копненене снаге Моамера Гадафија. Ово је прва примена ових авиона раније у току Операција Одисејева Зора ударима на команду инфраструктуре и снага одбране. Два Б-1 бомбардер, У. С. Аир Форце лете из ваздухопловне базе Елсворт, где су нападнути од стране непознатих циљева у Либији. Америчка морнарица УСС Провиденс ССН-719, обавља све задатке на ракетне нападе, лево области рад. Према америчким Министарство одбране, америчка војска спроводи 80% свих бензинских пумпи у ваздуху, 75% времена патролирања ваздушним простором и 100% мисија за уништавање електрокомуникационих мрежа. Поред тога, амерички авиони су напали три брода ратне морнарице Либије, која су патролирала обалама Либије. Портпарол Министарства одбране Либије је рекао да су снаге САД пуцале на цивилне судове у лучком граду Мисурати. Либијски брод за патролирање Виторија је оштећен и као последица напада била бачен на обалу, а затим и потонуо.
- 30. март 2011. Међународна коалиција авионима је напала конвој либијских владиних трупа које су се примицале граду Аџдабији. Побуњеници, који су пожурили да се склоне у уточиште од непријатеља у Аџдабији, видели су последице бомбардовања и почели да славе и пуцају у ваздух.
- 2. априла 2011. Авиони западне коалиције у ваздушним нападима погодио групе чланова опозиције на источној периферији либијског града Марса ел Брега, у ком је убијено најмање десет противника Гадафија.
- 8. април 2011. НАТО авиони испалили ракете на складиште војног арсенала у власништву снага лојалних Моамеру Гадафију. Бомбардовании војни магацини, налазе се 15 км југоисточно од Зилтана. Као један од резидената у области војног депоа је дошло најмање 14 бомбашких напада, а била је и јака ватра. Након ракетних напада који су извели авиони НАТО-а, побуњеници су покушали да се приближе складишту за оцену резултата бомбардовања, али војници лојални Гадафију нису дозвољавали да се приближе.
- 10. април 2011. НАТО авиони оништили 25 тенкова од владиних трупа у Либији. 11 тенкова су били на ауто-путу који води у град Аџдабију, 14 - на периферији Мисурате. Оба града у рукама побуњеника су под опсадом трупа лојалним либијском лидеру Моамеру Гадафију.
- 25. април 2011. Као резултат НАТО бомбардовања Триполија оштећена Гадафијева резиденција.
- 30. април 2011. Гадафијев син најмлађи Сеиф Ал Араб и три унука, погинули у ноћи 1. маја 2011, као резултат ваздухопловства ваздушног напада НАТО-а на Гадафијеву кућу у Триполију.
- 5. мај 2011. Као резултат НАТО бомбардовања уништили неколико хеликоптера оружаних снага Либије током транспорта до приколице за транспорт оклопних возила.
- 10. мај 2011. У 2:00 часа по локалном времену, НАТО авиони извршили серију напада на Триполи. Речено је да је наводни циљ бомбардовања био резиденција Гадафија. Као резултат бомбардовања неколико зграда су оштећене, без икакве војне сврхе.
- 12. мај 2011. Ујутру, авиони НАТО-а извршио нове ваздушне ударе на резиденцију Гадафија.
- 13. мај 2011. Италијански министар спољних послова Франко Фратини је изјавио да је Гадафи рањен и побегао из Триполија, али је касније државна телевизија демантовала Фратинијеву изјаву као ширење гласина.
- 16. мај 2011. Морнарица НАТО-а пресрела у близини луке Мисурата брода пун бомби, извештава Ројтерс. Такође, ЦНН извештава да је Влада Либије, после посете Триполију, 15. маја представник УН затражио од НАТО-а прекид ватре.
- 20. мај 2011. Ноћу, НАТО снаге у ваздушном нападу су потопиле осми брод у луци Триполи, Ал бруји и Сирт. Такође, Асошијетед прес је известио да ће амерички председник Барак Обама наставити да спроводи операције у Либији, без сагласности Конгреса, јер рад је од суштинског значаја за Сједињене Државе.
- 22. мај 2011. Ноћу, авиони НАТО-а спроводе ваздушне нападе у луци Триполи и дистрикту Баб ел Азизиа.
- 23. мај 2011. Француска шаље носач авиона у либијске обале „Маестрал“ са хеликоптерима на броду, извештава Фигаро.
- 24. мај 2011. У ноћи 24. маја, авиони НАТО-а спроводе опсежна бомбардовања у Триполију, извештаји о најмање 20 ваздушних удара и 150 повређених. Исте вечери у Триполију су се чуле експлозије.
- 25. мај 2011. Према званичним извештајима либијске новинске агенције, НАТО авијација је бомбардовала лучки град ноћу Налијут, који се налази 230 километара западно од Триполија.
- 26. мај 2011. Агенција Франс Прес извештава о новом ваздушним ударима НАТО-а.
- 27. мај 2011. Према либијским вестима државна агенција Јана, авиони НАТО бомбардовали град Гаријан, који се налази јужно од Триполија.
- 28. мај 2011. Према Франс Прес, ваздушне снаге НАТО-а у ноћи између 27. и 28. маја бомбардовали либијску престоницу.
- 2. јун 2011. Према Франс Прес-у, у ноћи између 1. и 2. јуна ваздушни савез извео је нове ваздушне нападе на либијску престоницу Триполи, око 00:35 по локалном времену, испаливши више од шест пројектила. Представници земаља чланица НАТО известили су одлуку на састанку у Бриселу да продужи рад до краја септембра 2011. Према подацима Министарства здравља Либије, од почетка ваздушних удара (19. марта) 26. маја у Либији, убијено је више од 700 цивила (према осим 1000).
- 4. јун 2011. Према Франс Прес-у и BBC-у, у 18:30 су изведени ваздушни удари НАТО-а у источном предграђу Либије - Тајура, на војну базу Гадафија. Ројтерс напомиње да су ваздушни напади извршени пре мрака, што је неуобичајено. Власти су потврдиле информације о бомбардовању. Треба напоменути да је према неким изворима, од 4. јуна ваздухопловства почела да користе напад НАТО хеликоптерима.
- 7. јун 2011. Пуковник Моамер Гадафи прославио је 69 рођендан. НАТО бомбардује престоницу Либије и неколико најамбициознијих градова Либије. После јутарњих напада, либијски лидер, упутио је апел суграђанима. Затим, НАТО снаге спроводе неколико великих бомбашких напада. Пријављено је најмање 60 ваздушних удара.
- 8. јун 2011. Настављајући се прослава рођендана пуковника, НАТО бомбардује престоницу.
- 9. јун 2011. Агенција Франс Прес извештава да су у ноћи 9. јуна ваздушни удари НАТО-а извршени у дистрикту Баб ел Азизиа у Триполију, где је резиденција Моамера Гадафија. Такође, пренео је Ројтерс да ће Немачка послати копнене трупе у Либију после завршетка НАТО операције.
- 10. јун 2011. ЦНН, констатовано је да резолуција Савета безбедности УН овлашћује и убиство пуковника Моамера Гадафија, то је виши циљ НАТО-а, под условом да остане анониман.
- 13. јун 2011. Како преноси Ројтерс, Немачка признала побуњенички Национални прелазни савет као легитимни ауторитет у Либији.
- 15. јун 2011. После кратке паузе, ваздухопловсто НАТО-а поново бомбардовало Триполи.
- 16. јун 2011. Либијска државна телевизија, известила је о неколико експлозија у близини пребивалишта пуковника Гадафија. Такође, ваздухопловство НАТО-а бомбардовањем нанео губитке побуњеничким јединицама, пише Ројтерс. НАТО-званичници су рекли да погрешан избор циљева је одређен положај побуњеничких снага у области под контролом трупа Гадафија.
- 19. јун 2011. Ваздухопловство НАТО-а извршио је ударе на Триполи. Либијске власти су изјавиле да има много цивилних зртава (Бета-Ројтерс).
- 20. јун 2011. Команданти НАТО-а осудили су ваздушне нападе на цивилне објекте у Триполију, али су одбацили оптужбе о ваздушним нападима на град Сарман.
- 28. јун 2011. Власти Немачке изјавио је да ће доставити НАТО-рат у Либији делова за бомбе, муницију и алата.
- 29. јун 2011. Француски лист Ле Фигаро, објавио је да је Француска тајно снабдевала либијске побуњенике оружјем.
- 30. јун 2011. Шпигл пише да је НАТО-а одбио план Немачке.
- 6. јул 2011. Овог дана је одржан састанак Врховног савета одбране Италије, којим је председавао италијански председник Ђорђо Наполитано, ком је присуствовао и италијански премијер Силвио Берлускони, министар спољних послова Франко Фратини, министар унутрашњих послова Роберто Марони, министар економије и финансија Ђулио Тремонти, министар одбране Игнацио Ла Руса Министар за економски развој Паола Ромски и начелник Генералштаба националних оружаних снага, генерал Биађо Абрате. Одлуком Управног одбора, одлучено је да се настави њихово учешће у војним операцијама Италије у Либији.